# Raffles Bay
Raffles Bay är en vik i Australien. Den ligger i territoriet Northern Territory, omkring 220 kilometer nordost om territoriets huvudstad Darwin.
Trakten runt Raffles Bay är nära nog obefolkad, med mindre än två invånare per kvadratkilometer. Savannklimat råder i trakten. Genomsnittlig årsnederbörd är 1 388 millimeter. Den regnigaste månaden är januari, med i genomsnitt 418 mm nederbörd, och den torraste är juli, med 3 mm nederbörd.